# Mixed and Fixed
Mixed and Fixed é um curta-metragem mudo norte-americano de 1915, do gênero comédia, com o ator cômico Oliver Hardy.

## Elenco
- Bobby Burns - Pokes
- Walter Stull - Jabbs
- Billy Ruge
- Ethel Marie Burton
- Oliver Hardy - (como Babe Hardy)
- Frank Hanson
- Edna Reynolds